# صالح العتيبي (لاعب كرة قدم مواليد 2001)
صالح نجر العتيبي مواليد 7 أبريل 2001 في السعودية، هو لاعب كرة قدم سعودي يلعب لنادي الجيل.

## مسيرة اللاعب
بدأ مع ناشئي نادي النصر و انتقل للعب مع نادي الشباب لدرجة الشباب و بعدها لعب في نادي نجران ونادي ساجر ونادي القيصومة ونادي الجيل.